# 露臍上衣
露臍上衣（Crop top）也稱為露腹短上衣、短版上衣，是一種較短的上衣，其下擺較高，會露出腰、肚臍或部份中腹部。露腹短上衣一般用在女裝，比基尼泳裝雖符合上述定義，一般不算是露腹短上衣。
另一種變體是將長上衣綁起來。 最著名的例子是棒球場上的拉拉隊，他們的主要制服通常由普通長度的球衣和短褲組成。 由於這種制服在概念上是縮短了的棒球服，因此有理由從長上衣開始並對其進行修改。

## 歷史
1983年，瑪丹娜在其《幸運之星》歌曲的MV中穿著网孔的露腹短上衣，因此產生爭議。那段時間因為有氧運動熱潮，及電影《閃舞》的流行，露腹短上衣也開始流行。1980年代露腹短上衣也常配合高度約在臀部的低腰皮帶一起穿著。1990年代網格服裝及寬鬆的有氧運裝已不再流行，露腹短上衣以紧身女胸衣的形式再度出現，紧身女胸衣是類似內衣形式的上衣，會露出中腹部，一般外面會再搭配运动夹克或是衬衫穿著。1990年代中期，露腹短上衣變成了娃娃装上衣，一種短版、貼身的T裇，上面會有大型的圖案。長袖短版上衣和高领也因此鄉村歌手仙妮亞·唐恩而開始流行。1990年代末，露腹短上衣成為主流，流行到一些學校禁止學生上學時穿著短版上衣。
1990年代流行歌手布蘭妮·斯皮爾斯及克莉絲汀·阿奎萊拉使得短版上衣在少女中開始流行，而當時短版上衣也是孕婦的流行服飾之一。像辣妹合唱團及聖女合唱團等全女性團體中，一些成員也在懷孕時穿著短版上衣，突顯懷孕身材曲線的變化，而不是設法隱藏起來。2000年代起，短版运动夹克或短版夹克也開始流行，穿著時裡面衬衫的下摆有時反而會比夹克要低。目前短版上衣因為像琳賽·蘿涵等時尚名人及模特兒的穿著，又再度流行。

## 外部連結
- 维基共享资源上的相關多媒體資源：露臍上衣